# Club Deportivo Coronel Bolognesi
Il Club Deportivo Coronel Bolognesi è una società calcistica peruviana, con sede nella città di Tacna. Fu fondata il 18 ottobre 1929 e deve il suo nome a Francisco Bolognesi, un militare peruviano.
Non va confusa con il Coronel Bolognesi Fútbol Club, fondata nel 1998 originariamente come sua squadra satellite.
Ha vinto la Copa Perù nel 1976 ed ha militato ininterrottamente per 15 stagioni (dal 1977 al 1991) nel Campeonato Descentralizado, la massima serie del campionato peruviano di calcio.
Sue storiche rivali sono il Club Deportivo Alfonso Ugarte e il Club Deportivo Mariscal Miller.